# Gran Premio San Isidro
El Gran Premio San Isidro es una carrera clásica para caballos milleros que se disputa en el Hipódromo de San Isidro, sobre pista de césped y convoca a todo caballo de 3 años y más edad, oriundos de cualquier país, a peso por edad. Está catalogado como un certamen de Grupo 1 en la escala internacional.
Es el primer enfrentamiento generacional de la temporada, de la media distancia, en máximo nivel (G1), y también es una de las competencias más importantes del año, para la especialidad, ya que permite ver en acción a los potrillos que se radican en la media distancia, con aquellos ejemplares adultos que vienen compitiendo en la milla.
Se disputa como antesala del Gran Premio Jockey Club, en el mes de octubre, y es paso fundamental para lo que será en diciembre el Gran Premio Internacional Joaquín S. de Anchorena (G1). En toda la historia, Cleante, Ritón, Candy Ride, Inter Optimist y Maruco Plus fueron los únicos ganadores del Gran Premio San Isidro que también alcanzaron el Gran Premio Int. Joaquín S. de Anchorena.
Desde 2012, el Gran Premio San Isidro lleva agregado en su denominación el nombre Dr. Melchor Ángel Posse, en reconocimiento al médico y político argentino que fuera intendente de San Isidro en dos períodos (1958-1962 y 1983-1999).

## Últimos ganadores del San Isidro
| Año  | Ganador          | País | Jockey               | País | Padre              | País | Madre             | País | Criador                                 | Caballeriza           | Colores            |
| ---- | ---------------- | ---- | -------------------- | ---- | ------------------ | ---- | ----------------- | ---- | --------------------------------------- | --------------------- | ------------------ |
| 2019 | EL Consorte      |      | Lautaro Balmaceda    |      | Grand Reward       |      | La Casoriada      |      | Haras La Quebrada                       | Urquiza (SI)          | Horse racing silks |
| 2018 | Nicholas         |      | Eduardo Ortega Pavón |      | Equal Stripes      |      | Nandaly           |      | Haras El Doguito                        | Stud Nosotros         | Horse racing silks |
| 2017 | Victor Security  |      | Pablo Carrizo        |      | Stormy Atlantic    |      | Victoria Reel     |      | Haras La Pasión                         | Tramo 20              | Horse racing silks |
| 2016 | El Benicio       |      | Juan Cruz Villagra   |      | Hurricane Cat      |      | Di Machine        |      | Haras El Mallín                         | Facundito             | Horse racing silks |
| 2015 | Todo Un Amiguito |      | Jorge Ricardo        |      | Mutakddim          |      | Yankee Star       |      | Carlos Monayer                          | Haras y Stud Don Nico | Horse racing silks |
| 2014 | Il Fornaio       |      | Eduardo Ortega Pavón |      | Orpen              |      | Isthishaary       |      | Haras Cachagua y Haras Pozo de Luna     | Haras Pozo de Luna    | Horse racing silks |
| 2013 | Dont Worry       |      | Pablo Carrizo        |      | Sultry Song        |      | Even Better       |      | René Ayub y Haras Rodeo Chico           | C.A.R.                | Horse racing silks |
| 2012 | Maipo Royale     |      | Edwin Talaverano     |      | Val Royal          |      | Vedette's Parade  |      | Haras Firmamento                        | Castañón              | Horse racing silks |
| 2011 | Curioso Slam     |      | Pablo Falero         |      | Grand Slam         |      | Miss Cursi        |      | Haras Firmamento                        | La Pampita            | Horse racing silks |
| 2010 | Rupit            |      | Jorge Ricardo        |      | Lucky Roberto      |      | Avinca            |      | Santiago Dell'acqua y Haras Rodeo Chico | C.M.N.                | Horse racing silks |
| 2009 | Maruco Plus      |      | Edwin Talaverano     |      | Alpha Plus         |      | Villa Hípica      |      | Haras La Gringa                         | Los Gauchos           | Horse racing silks |
| 2008 | Inter Optimist   |      | Pablo Carrizo        |      | Incurable Optimist |      | Es Intérprete     |      | Haras y Stud Vengador                   | Vengador              | Horse racing silks |
| 2007 | Secretario Plan  |      | Francisco Arreguy    |      | Silver Planet      |      | Secretariana      |      | Haras Capricornio                       | Capricornio           | Horse racing silks |
| 2006 | Ice Horse        |      | Pablo Falero         |      | Roy                |      | Ice The Champagne |      | Haras Vacación                          | Bingo Horse           | Horse racing silks |
| 2005 | Fox Dancer       |      | Juan Carlos Noriega  |      | Lode               |      | Fox Trot Dancer   |      | José Ignacio Hurtado Vicuña             | Identic               | Horse racing silks |
| 2004 | Masterpiece      |      | Jacinto Herrera      |      | Southern Halo      |      | Merry Sweet       |      | Haras La Quebrada                       | Matty                 | Horse racing silks |
| 2003 | Question         |      | Pablo Falero         |      | Roy                |      | Q.E. Dee          |      | Haras Vacación                          | Nadina                | Horse racing silks |
| 2002 | Candy Ride       |      | Armando Glades       |      | Ride The Rails     |      | Candy Girl        |      | Haras Abolengo                          | Ojos Claros           | Horse racing silks |
| 2001 | Lord Card        |      | Jacinto Herrera      |      | Lord Hailey        |      | Ojos Dulces       |      | Jorge Sternberg                         | Oma Fanny             | Horse racing silks |
| 2000 | Big Board        |      | Juan Jarcovsky       |      | Lode               |      | Blue Chip         |      | Haras Los Cerrillos                     | Sueño Posible         | Horse racing silks |
| 1999 | Lord Card        |      | Edwin Talaverano     |      | Lord Hailey        |      | Ojos Dulces       |      | Jorge Sternberg                         | Oma Fanny             | Horse racing silks |
| 1998 | Di Escorpion     |      | Néstor Oviedo        |      | Digression         |      | The Twins         |      | Haras La Irenita                        | Cosa Nostra           | Horse racing silks |
| 1997 | Sam's            |      | Jorge Valdivieso     |      | Lode               |      | Samira Bay        |      | Haras Santa María de Araras             | Santa María de Araras | Horse racing silks |
| 1996 | Caro Sueño       |      | Abel Giorgis         |      | Carabao            |      | Sunny Bay         |      | Luz Achával y Ricardo Vedoya            | Querido Viejo         | Horse racing silks |
| 1995 | Ritón            |      | Horacio Karamanos    |      | Un Desperado       |      | Yoko              |      | Lineo de Paula Machado                  | Río Claro             | Horse racing silks |